# Kristopher Van Varenberg
Kristopher Van Varenberg (Los Angeles megye, Kalifornia, 1987. május 20. –) belga származású amerikai színész.
Pályafutása során apja, Jean-Claude Van Damme filmjeiben szerepelt, ezek közé tartozik A kalandor, a Vakvágányon, a Tökéletes katona 3. – Egy új kezdet és a Tökéletes katona: A leszámolás napja.

## Családja
Kristopher a színész-harcművész Jean-Claude Van Damme és Gladys Portugues (extestépítő és fitneszversenyző) fia. Egy húga (Bianca Bree) és egy féltestvére (Nicholas) van.

## Filmes pályafutása
1992-ben debütált a filmvásznon a Tökéletes katona című filmmel, ebben az apja által játszott főszereplő, Luc Deveraux fiatalabb kori énjét alakítja. 1996-ban A kalandor című kalandfilmben szintén az apja által megformált Christopher Dubois ifjúkori szerepében látható. A 2002-es Vakvágányon című akciófilmben apja filmbeli fiát játssza.
A Tökéletes katona két további folytatásában is feltűnik (2009-ben és 2012-ben).

## Filmográfia
| Év   | Magyar cím                           | Eredeti cím                         | Szerep                | Magyar hang      | Rendező               |
| ---- | ------------------------------------ | ----------------------------------- | --------------------- | ---------------- | --------------------- |
| 1992 | Tökéletes katona                     | Universal Soldier                   | Luc Deveraux fiatalon | nem szólal meg   | Roland Emmerich       |
| 1996 | A kalandor                           | The Quest                           | Christopher fiatalon  | nem szólal meg   | Jean-Claude Van Damme |
| 2002 | Vakvágányon                          | Derailed                            | Ethan Kristoff        | Stukovszky Tamás | Bob Misiorowski       |
| 2009 | Tökéletes katona 3. – Egy új kezdet  | Universal Soldier: Regeneration     | Miles                 | Hegedüs Miklós   | John Hyams            |
| 2011 | Gyilkos játékok                      | Assassination Games                 | Schell                | Seder Gábor      | Ernie Barbarash       |
| 2012 |                                      | The Philly Kid                      | Chase                 |                  | Jason Connery         |
| 2012 | Hat töltény ára                      | Six Bullets                         | Selwyn Gaul           | Varga Rókus      | Ernie Barbarash (2)   |
| 2012 | Hat töltény ára                      | Six Bullets                         | Selwyn Gaul           | Moser Károly     | Ernie Barbarash (2)   |
| 2012 | A sárkány szeme                      | Dragon Eyes                         | Feldman nyomozó       | Stern Dániel     | John Hyams (2)        |
| 2012 | Tökéletes katona: A leszámolás napja | Universal Soldier: Day of Reckoning | Miles                 | Magyar Bálint    | John Hyams (3)        |
| 2013 | Közeli ellenség                      | Enemies Closer                      | Francois              | Kisfalusi Lehel  | Peter Hyams           |
| 2014 | Dzsungeltúra lúzereknek              | Welcome to the Jungle               | Brett                 | Sörös Miklós     | Rob Meltzer           |
| 2017 | Soha ne felejts!                     | Kill'em All                         | Dusan                 | Ágoston Péter    | Peter Malota          |
| 2018 | A sötét tengeren                     | Black Water                         | Kagan                 | Szrna Krisztián  | Pasha Patriki         |
| 2024 | Elnyel a sötétség                    | Darkness of Man                     | Igor                  |                  | James Cullen Bressack |